# Kazimierz Zieleniewski
Kazimierz Zieleniewski (Tomsk, 1888 – Napoli, 1931) è stato un pittore polacco.
Artista e rivoluzionario nato in Siberia, dalla biografia avventurosa, famoso in Francia tra gli anni venti e trenta per il suo stile innovativo e vivace, fu il primo pittore europeo a esporre in Giappone con mostre collettive a Tokyo e Kyoto già nel 1919.

## Biografia

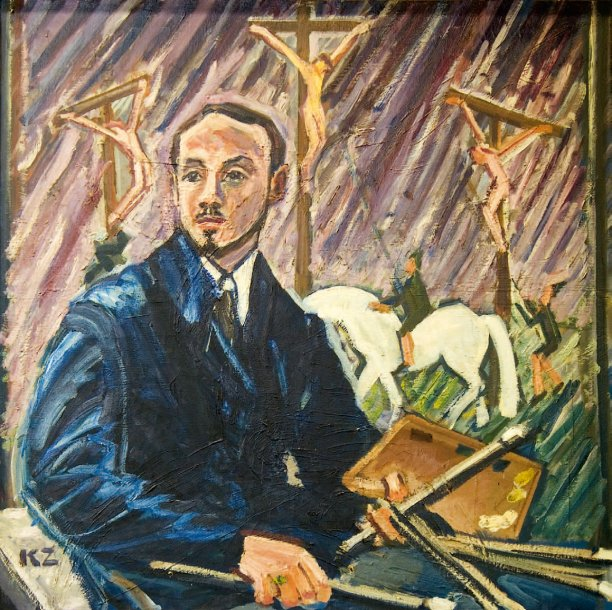
Autoritratto

Nasce nel 1888 a Tomsk (Siberia), dove la sua famiglia, originaria di Cracovia, è stata esiliata a vita per aver partecipato alle rivolte patriottiche. Studia per cinque anni filosofia e botanica presso le Università di Cracovia, Ginevra e Parigi. In seguito frequenta l'Accademia delle Belle Arti a Cracovia, dove studia pittura sotto la cura di Wojciech Weiss e incisione sotto la direzione di Józef Pankiewicz. Per un anno studia anche a Vienna. Con lo scoppio della Prima Guerra Mondiale si arruola nelle Legioni Polacche a Zakopane ma deve lasciarle presto per problemi di salute. Nel 1917 passa più di un anno in Svizzera, poi torna a Tomsk e da lì intraprende un importante viaggio in Giappone, lasciando un'ottima e lunga memoria della sua presenza e della sua arte. Tornando in Europa si ferma ed espone a Shanghai. Finito il viaggio in Oriente, vive prevalentemente in Francia, con lunghe permanenze in Italia. Riceve numerosissimi premi nazionali e internazionali, ne parlano importanti critici e scrittori come Tytus Czyżewski o Frederic Lees. A Parigi espone al Salon des Independants, Salon d'Automne, Galerie du Taureau, Galerie Bernheim-Jeune. Dopo l'esposizione parigina del 1927 i suoi quadri trovano numerosi acquirenti. Muore precocemente a Napoli nel 1931. È sepolto al cimitero di Fuorigrotta.